# Jules Huet de Froberville
 (janvier 2021).
La mise en forme du texte ne suit pas les recommandations de Wikipédia : il faut le « wikifier ».
Les points d'amélioration suivants sont les cas les plus fréquents. Le détail des points à revoir est peut-être précisé sur la page de discussion.
- Les titres sont pré-formatés par le logiciel. Ils ne sont ni en capitales, ni en gras.
- Le texte ne doit pas être écrit en capitales (les noms de famille non plus), ni en gras, ni en italique, ni en « petit »…
- Le gras n'est utilisé que pour surligner le titre de l'article dans l'introduction, une seule fois.
- L'italique est rarement utilisé : mots en langue étrangère, titres d'œuvres, noms de bateaux, etc.
- Les citations ne sont pas en italique mais en corps de texte normal. Elles sont entourées par des guillemets français : « et ».
- Les listes à puces sont à éviter, des paragraphes rédigés étant largement préférés. Les tableaux sont à réserver à la présentation de données structurées (résultats, etc.).
- Les appels de note de bas de page (petits chiffres en exposant, introduits par l'outil «  Source ») sont à placer entre la fin de phrase et le point final[comme ça].
- Les liens internes (vers d'autres articles de Wikipédia) sont à choisir avec parcimonie. Créez des liens vers des articles approfondissant le sujet. Les termes génériques sans rapport avec le sujet sont à éviter, ainsi que les répétitions de liens vers un même terme.
- Les liens externes sont à placer uniquement dans une section « Liens externes », à la fin de l'article. Ces liens sont à choisir avec parcimonie suivant les règles définies. Si un lien sert de source à l'article, son insertion dans le texte est à faire par les notes de bas de page.
- La présentation des références doit suivre les conventions bibliographiques. Il est recommandé d'utiliser les modèles {{Ouvrage}}, {{Chapitre}}, {{Article}}, {{Lien web}} et/ou {{Bibliographie}}. Le mode d'édition visuel peut mettre en forme automatiquement les références.
- Insérer une infobox (cadre d'informations à droite) n'est pas obligatoire pour parachever la mise en page.

Pour une aide détaillée, merci de consulter Aide:Wikification.
Si vous pensez que ces points ont été résolus, vous pouvez retirer ce bandeau et améliorer la mise en forme d'un autre article.
Jules Huet de Froberville (dit Frob) né le 17 février 1868 à Chailles (Loir-et-Cher) et mort le 29 janvier 1944 à Valençay (Indre) est un peintre, cinéaste et décorateur français également costumier, styliste dans le cinéma, le théâtre et les opéras. 

## Biographie

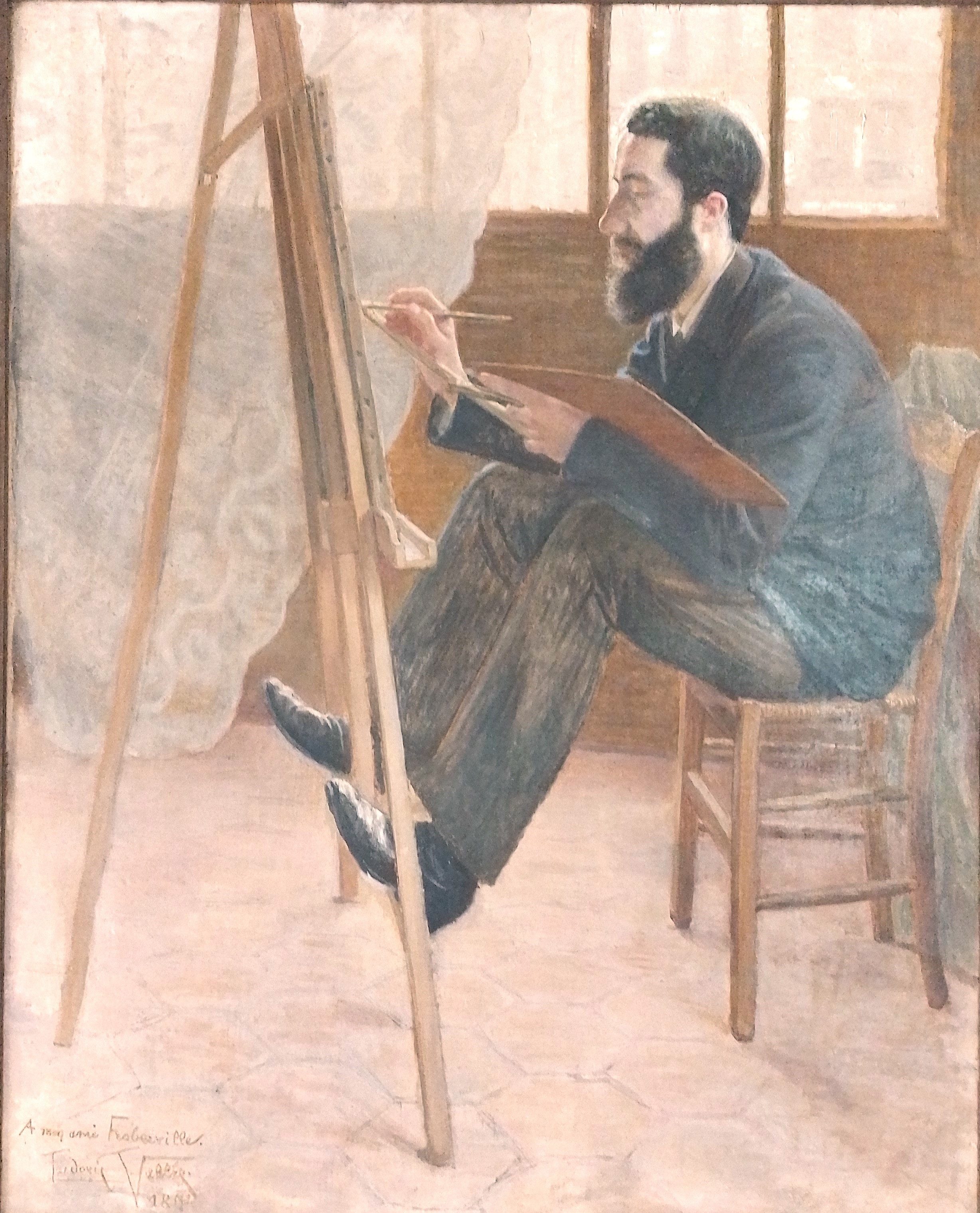
Jules par Ludovic Vallée.

Jules Huet de Froberville est le fils de Prosper Eugène Huet de Froberville (1815-1904), ethnographe, linguiste, spécialiste de Madagascar, et de Marie-Lucie de Pétigny de Saint-Romain (1840-1913), fille de Jules de Pétigny.  Il grandit dans une famille où les arts, les belles lettres et les sciences étaient à l’honneur : étaient reçus les peintres Henri Lehmann qui avait réalisé le portrait de la première femme du père de Jules, Maurice de Vaines, cousin par alliance, Alexis Joseph Pérignon, le sculpteur Henri-Charles Guérard et des musiciens tels qu'Hector Berlioz, Jacques Offenbach et Stephen Heller . 
Le peintre Adolphe Giraldon, de sa maison de Troo leur rendait visite et encouragea Jules dès le début comme le fit le céramiste Ulysse Besnard. C’est avec la fille de ce dernier, Marie, qu’il prit ses premières leçons de peinture. Puis il intégra l’atelier de Luc-Olivier Merson sur les recommandations d’Adolphe Giraldon de 1886 à 1889, où il fut initié au dessin de nu.

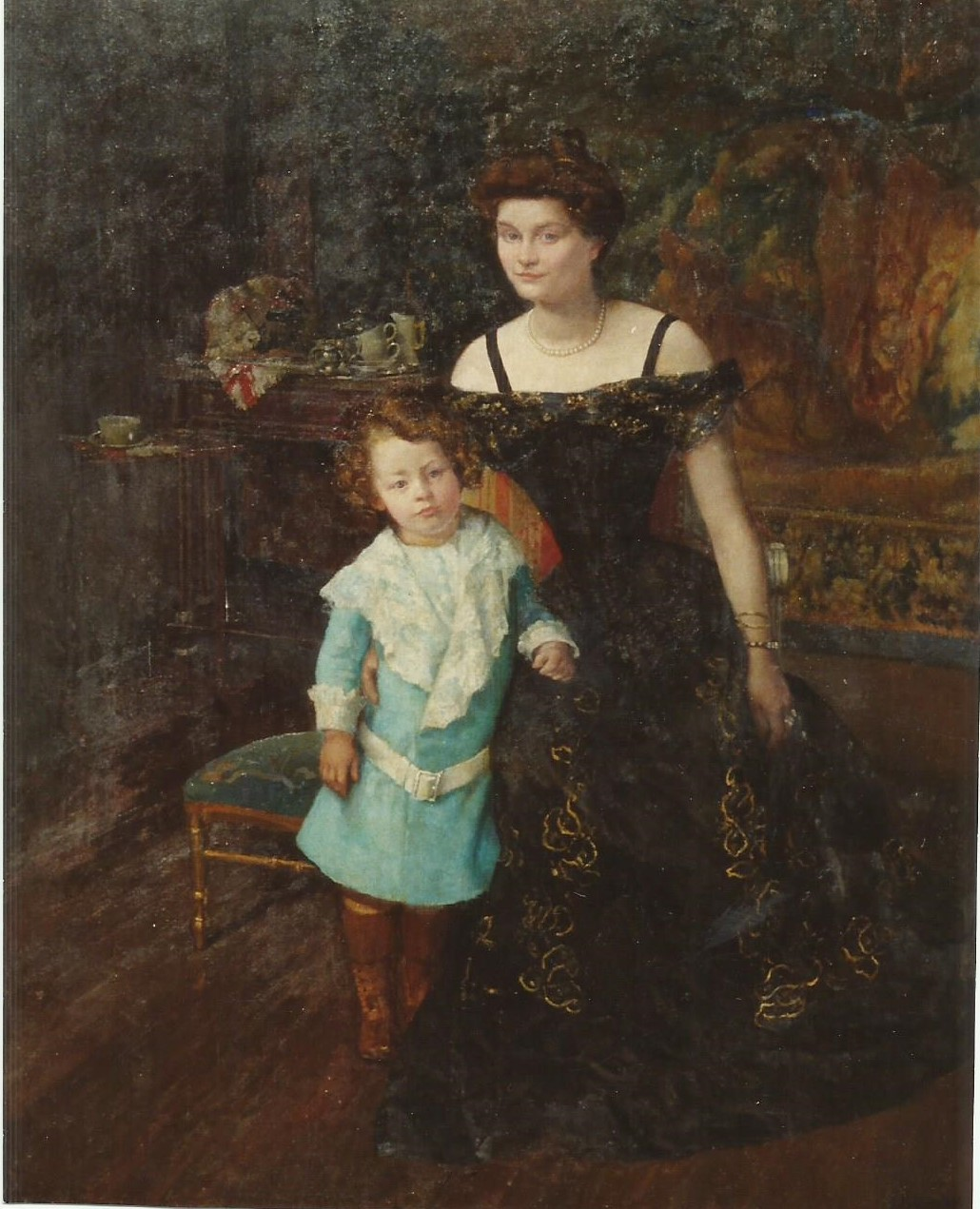
Sidonie et Henri Huet de Froberville.

Il épouse Sidonie de Hauteclocque en 1896. Elle sera son inspiratrice : il la représente avec des robes du soir, dessinées par lui et mettant en valeur sa taille très fine. Ils ont deux enfants : Henri en 1898 futur peintre, et Geneviève en 1902. 

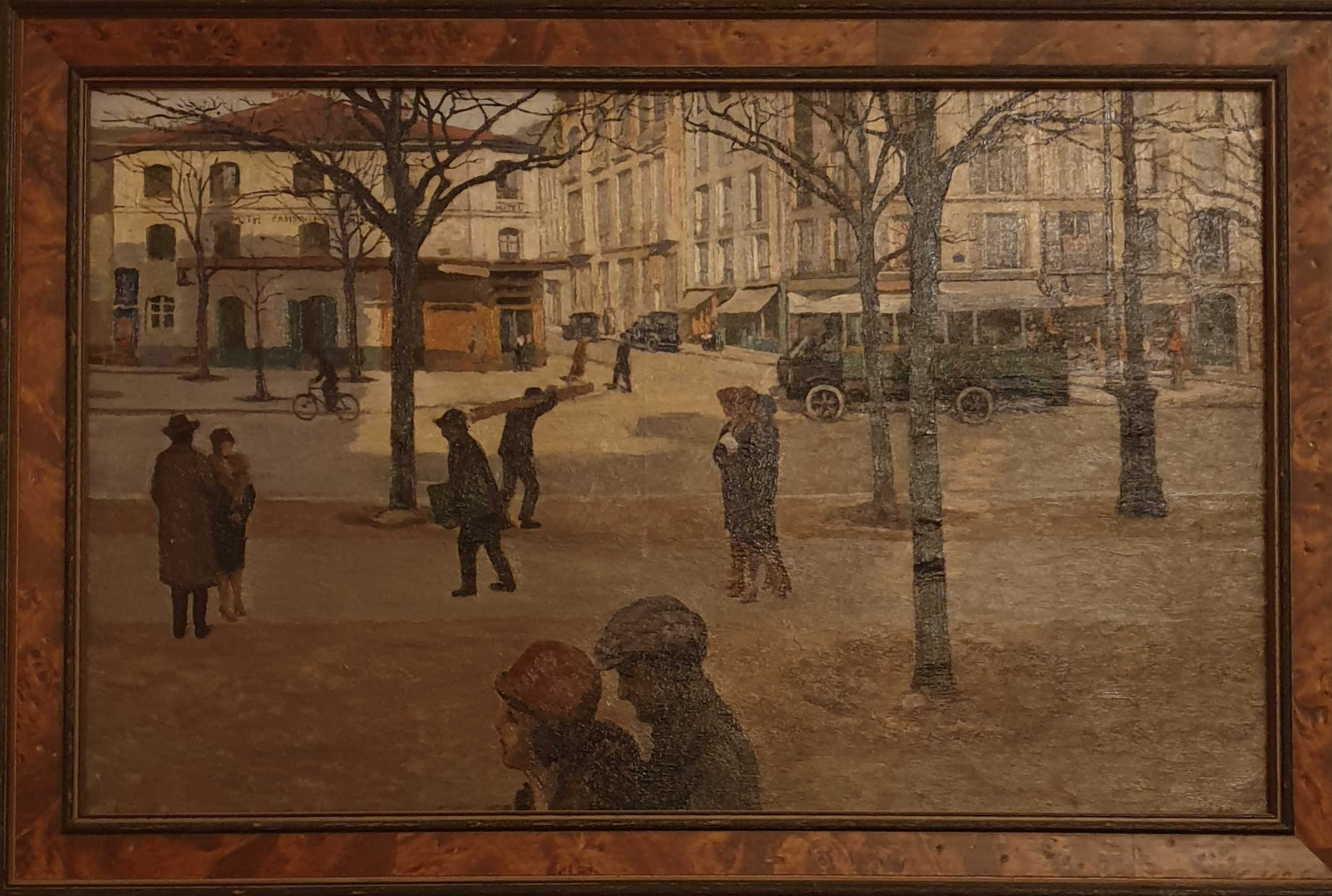
Boulevard Raspail à Paris en 1905.

Vers 1903, il fit construire deux maisons symétriques aux 240 et 242 boulevard Raspail à Paris. Le passage entre les deux bâtiments donnait sur une cour où furent édifiés de petits pavillons pour ateliers d’artistes. Pour lui, il se réserva l’usage d’une des deux maisons jusqu’à son départ définitif de Paris en 1939. Il baptisera l’ensemble « Cité Nicolas Poussin ». Parmi les locataires de 1912 figurent Pablo Picasso (il y reviendra au début des années folles) et Ilya Ehrenbourg. Lors de la fondation en 1935, l’École César-Franck occupa tout le rez de chaussée du 240 durant l’hiver[réf. souhaitée]. 
Pendant la Grande Guerre, il transforma sa voiture, une Chenard et Walcker, pour ramener les blessés du front à l’hôpital de Villers-Bretonneux.
Durant l'occupation lors de la deuxième guerre mondiale, de Selles-sur-Cher il s’efforçait de vendre ses œuvres pour pallier ses manques de revenus qu’il ne pouvait toucher à cause de la ligne de démarcation. Un matin, alors qu'il transportait un pli pour la résistance, il fit une mauvaise chute de bicyclette et fut transporté à Valençay où il mourut le 29 juin 1944. 
Il aura deux expositions posthumes en 1990 à l'Abbaye de l'Epau (Sarthe) et à Vendôme (Loir-et-Cher) et en 1991 à Blois.

## Œuvres

### Œuvre picturale
Ses premières œuvres sont essentiellement consacrées à des représentations architecturales. En 1889, à Vendôme, il composa des dessins destinés à illustrer le projet d’une troisième édition de l’histoire archéologique du Vendômois de son grand-père Jules de Pétigny,. Puis en 1893, dans le midi de la France et en Italie, il représenta des paysages, des monuments et des petites scènes prises sur le vif et s'inscrit déjà dans l’impressionnisme. Lors de son voyage de noces en 1896, il peint Venise telle une cité insolite, brumeuse et pluvieuse, dans des tons pastel, crémeux, avec des détails orange et rose vif et des petits personnages bien campés. Ses premiers portraits représentent de jeunes bretonnes de Douarnenez dans leur costume traditionnel. Il était séduit par la beauté et la poésie des paysages du Finistère, de l’intérieur des côtes, ainsi que par les vieux villages et les ports. Très intéressé par le passé de la Bretagne, il apprit le breton et lut les vieux poèmes celtes dont il appréciait la musique mélancolique et qui inspirèrent deux de ses films. Aux Avrays, sa maison de campagne acquise en 1911 à Selles sur Cher, il crée un décor d’une suite de toiles peintes représentant un bal. Il y peindra de nombreux paysages à l’huile et des aquarelles de la vallée du Cher. Le Val de Loire près de Chailles et de Chaumont l’inspira avec ses couleurs claires et gaies sous le soleil tamisé propre à cette région. Il signe les premiers portraits de ses camarades du diminutif « FROB », comme celui de Gustav Karl von Steiger. Maurice Denis, Charles Guérin, Jules Flandrin, Edouard Vuillard, Hugues de Beaumont, Paul Baignères, Tristan Klingsor, Jean Morax sont les principaux amis peintres qu’il fréquentaient.
La peinture lisse, apprise en atelier, témoignent de l’influence de Luc-Olivier Merson, avec les grisailles et les tons pastel. Mais peu à peu il privilégia la technique des petites touches inégales pour renforcer la chaleur et le chatoiement des teintes les plus éclatantes ou nuancées, donnant un aspect rugueux à certaines toiles. Dans ses paysages, les feuillages sont légers, les sous-bois profonds et l’eau transparente. Pour lui, une touche de couleur posée au bon endroit lui donnait autant d’émotion qu’un bon dessin. 

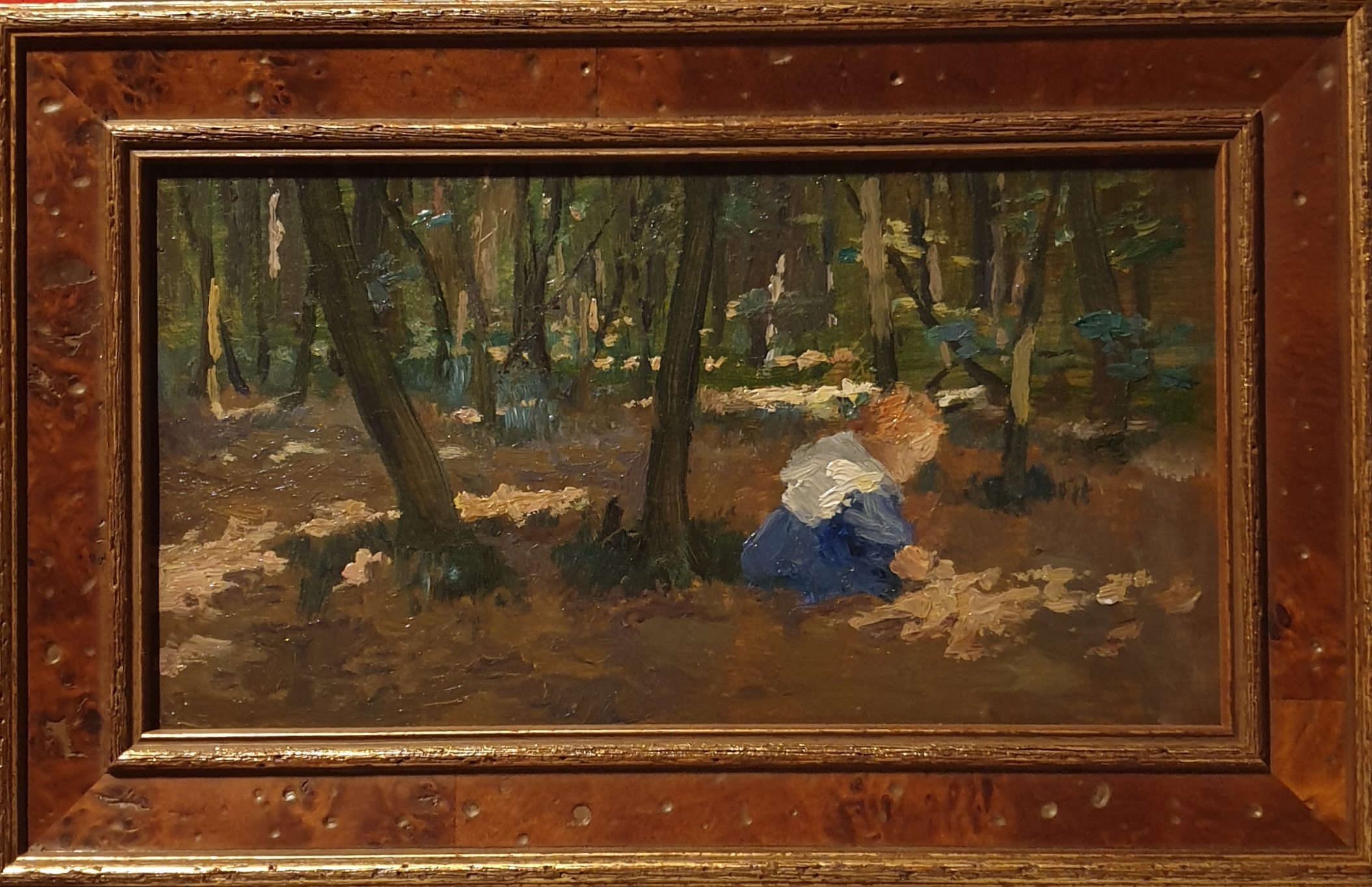
Jules peint son fils Henri dans les sous-bois solognots.

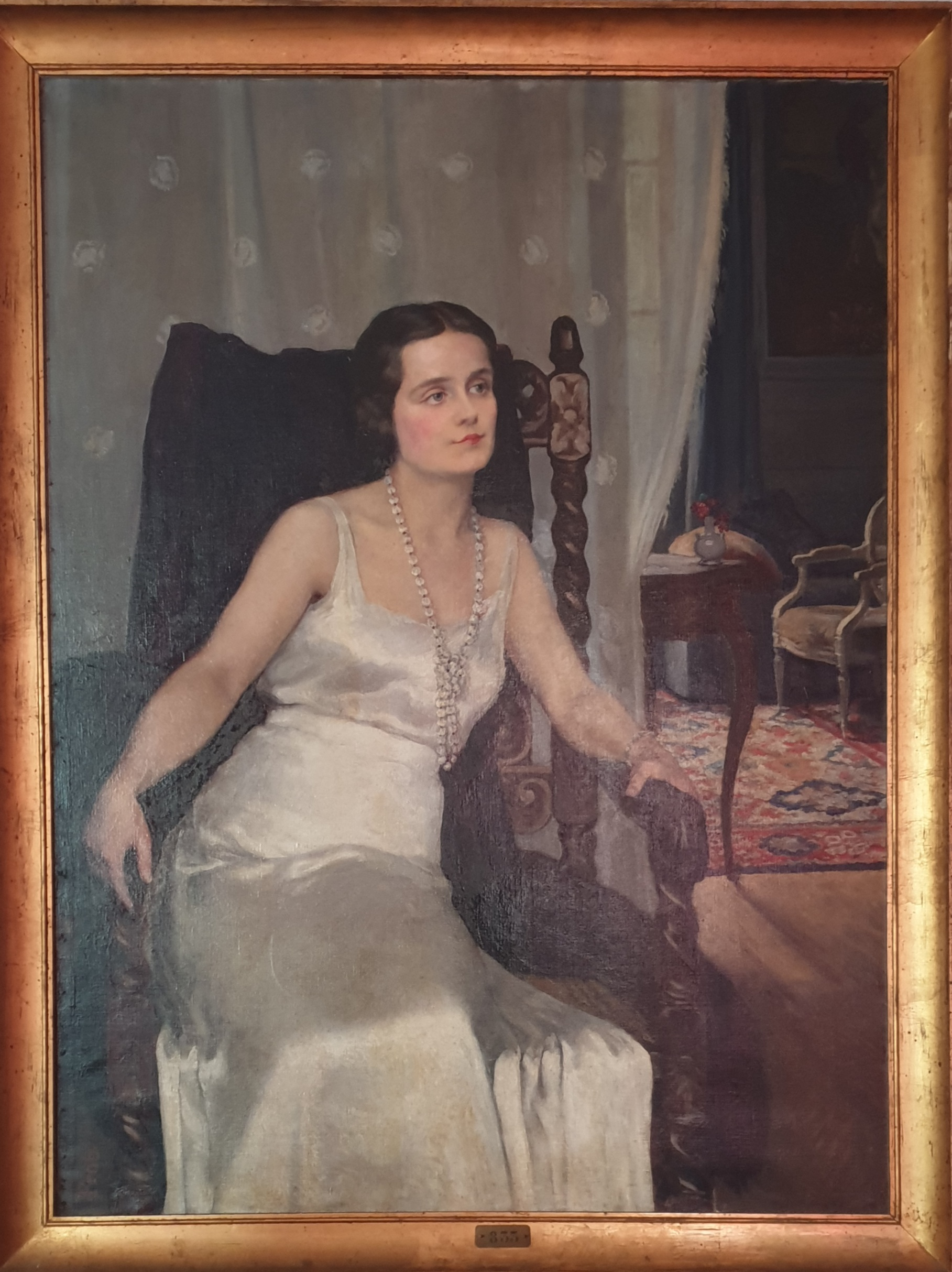
Béatrix Huet de Froberville peinte par son beau-père Jules de Froberville.

Son goût pour le portrait s’affirma, soit à l’extérieur, toujours dans un jardin fleuri ou un paysage boisé, soit à l’intérieur où il composait une mise en scène avec une lumière douce adaptée au style du modèle. Son trait est léger, sans repentir, que cela soit à l’encre, au fusain, à la sanguine ou aux crayons de couleur. Avec sensibilité et précision il sait rendre un joli minois encadré de cheveux frisottants, une fine et élégante silhouette, ou la souplesse et le naturel d’un drapé, le tout reposant sur une connaissance et une maîtrise parfaite du corps humain. Souvent la fine silhouette de sa femme ou d’un chasseur solognot animait ses compositions. Pour les portraits d’enfant, il cherche avant tout à exprimer leur personnalité et s’attache à rendre l’expression du visage, ne faisant qu’ébaucher le reste. C’est une des parties les plus modernes de son œuvre. Il expose au Salon des indépendants en 1905 et au Salon national des Beaux Arts au Grand Palais à Paris en 1931.   

### Cinéma

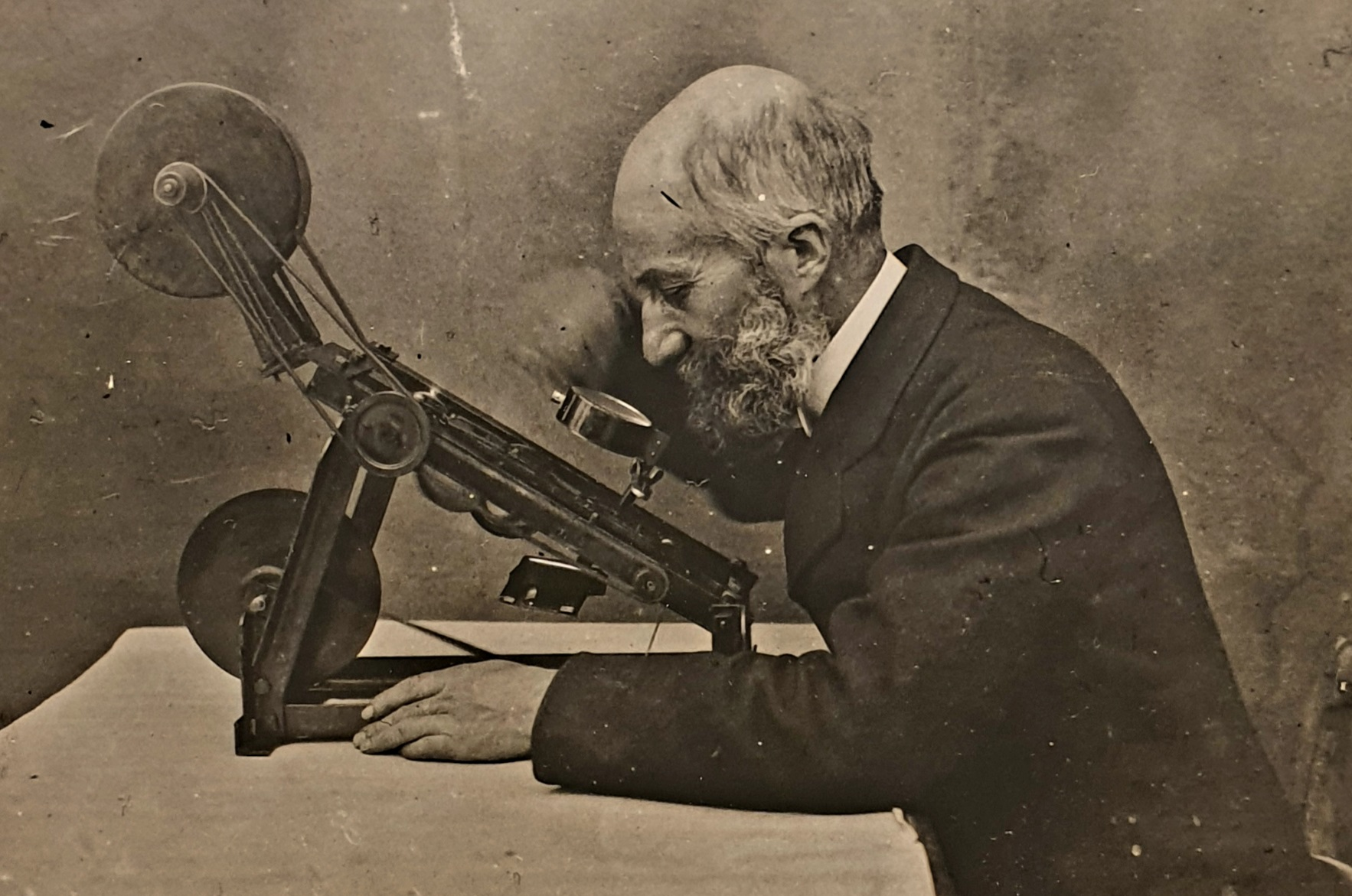
Jules avec sa visionneuse.

Avec sept passionnés, dont ses frères, il fonde en 1908 la compagnie des cinématographes « Le Lion ». En deux ans, la société produit plus de 200 films, vendit des milliers de positifs dans le monde et fut l'une des principales enseignes d'un marché en pleine expansion.
En 1909, il installe son propre studio à Montsouris avenue de l'Amiral-Mouchez. Ses amis, les frères Morax, célèbres par leur théâtre du Jorat en Suisse, l'introduisent à Diaghilev qui vient à Paris présenter ses Ballets Russes avec Pavlova, Nijinsky, Karsavina. Froberville est le premier à casser la défense expresse de ne pas filmer de danseurs et il a pu ainsi immortaliser le « Pas de deux » et « la Danse du Flambeau ». Ces films ont été présentés au Festival Diaghilev annuel à Perm en 2011,,.
Il crée aussi des films inspirés de la mythologie, des contes des mille et une nuits, des poèmes médiévaux bretons, de Shakespeare, de l’Abyssinie,. Il y investit beaucoup d’argent mais les films d’art proposés ne sont pas rémunérateurs. Les difficultés d'organisations, les procès internes, le manque de soutien financier, ainsi que la fermeture du marché américain causeront la perte de la société en 1912, la dissolution en 1913. Parmi ses films des copies de Orphée et Gwénola subsistent. En 1918, il déposa le brevet d’une machine destinée à visionner rapidement les films pris par les aviateurs au cours de leurs missions de reconnaissance. Cette visionneuse fut la première du genre, mais ne fut pas homologuée faute de suivi administratif du brevet.

### Décors
Il confectionna des décors pour le théâtre, les opéras (« Pygmalion » de Jean-Philippe Rameau par exemple) et le cinéma dans les années vingt, notamment en 1923 pour le film « La Bataille » d’après le roman de Claude Farrère interprété par l’acteur Sessue Hayakawa. Tous deux se lièrent d’amitié, Jules de Froberville fit un portrait de sa femme, Tsuru Aoki. Pour le remercier Sessue Hayakawa lui offrit une armure de parade de samouraï datant du XVIIe siècle. 
Vers 1926, il créa pour la maison de soieries imprimées Schwarzenbach de New-York des motifs végétaux stylisés. La collaboration prit fin avec le krach de 1929.

### Musique
Passionné de musique, il côtoya de nombreux artistes comme Arthur Honegger, Vincent d’Indy, Claude Delvincourt, Jacques Rouché, futur directeur de l’Opéra, Félix Raugel, Michel d'Argoeuves, et surtout Gustave Cloëz, directeur des concerts à Versailles. Il transcrivit pour lui de nombreuses partitions de musique des XVIIe et XVIIIe siècles qu’il avait retrouvées dans les manuscrits de la Bibliothèque nationale. Il publia en 1935, les madrigaux de Luca Marenzio,.